# Wschodni Pałac, Zachodni Pałac
Wschodni Pałac, Zachodni Pałac (chiń. upr. 东宫西宫; chiń. trad. 東宮西宮; pinyin Dōng Gōng Xī Gōng) – chiński film dramatyczny z 1996 roku w reżyserii Zhang Yuana. Tytułowe Wschodni Pałac i Zachodni Pałac to slangowe określenia miejsc spotkań pekińskich homoseksualistów w pobliżu placu Tian’anmen.

## Produkcja i premiera
Film został nakręcony w Chinach, po czym przemycono go do Francji, gdzie dokonano procesu postprodukcji. Wyświetlono go premierowo w sekcji "Un Certain Regard" na 50. MFF w Cannes (1997). Reżyser został w 1997 roku skazany na areszt domowy i odebrano mu paszport.

## Fabuła
Całonocne przesłuchanie młodego geja A Lana, złapanego w publicznym parku Zakazanego Miasta, miejscu regularnych spotkań pekińskich gejów. A Lan jest żonaty, jest pisarzem i gejem. Opowiada policjantowi fragmenty ze swego niełatwego życia, a ten, pomimo początkowej niechęci do „chuligana”, nie może ukryć rodzącej się w nim fascynacji.

## Obsada
Źródło: The Internet Movie Database
- Si Han – A Lan
- Hu Jun – Xiao Shi
- Ye Jing
- Zhao Wei

## Nagrody
Źródło: The Internet Movie Database
- 1996: nagroda dla najlepszego reżysera i najlepszy scenariusz na MFF w Mar del Plata